# Ernie Grunfeld
Ernest „Ernie” Grunfeld (ur. 24 kwietnia 1955 w Satu Mare) – amerykański koszykarz, występujący na pozycjach rzucającego obrońcy lub niskiego skrzydłowego, posiadający także rumuńskie obywatelstwo, mistrz olimpijski oraz panamerykański, po zakończeniu kariery zawodniczej – trener i działacz klubowy.
Wraz z rodzicami (Alex, Livia) wyemigrował z Rumunii do Stanów Zjednoczonych w 1964.
W latach 1986–1989 pracował jako analityk dla MSG Network. Przez kolejne dwa lata pracował jako asystent trenera New York Knicks, po czym w 1991 objął stanowisko wiceprezesa do spraw personelu zawodniczego. 21 lipca 1993 został wiceprezesem klubu oraz generalnym menadżerem. 23 lutego 1996 uzyskał awans na prezesa, nadal piastując także etat menadżera głównego New York Knicks. Od 2003 do 2018 piastował funkcję prezesa do spraw operacji koszykarskich w klubie Washington Wizards.
Jego syn Dan był także zawodowym koszykarzem.

## Osiągnięcia
Na podstawie, o ile nie zaznaczono inaczej.
NCAA
- Uczestnik rozgrywek II rundy turnieju NCAA (1976, 1977)
- Mistrz sezonu regularnego konferencji Southeastern (SEC – 1977)
- Zawodnik roku konferencji Southeastern (1977)[4]
- Zaliczony do:
  - II składu All-American (1977)
  - III składu All-American (1976 przez NABC, United Press International)
- Drużyna Tennessee Volunteer zastrzegła należący do niego numer 22

Reprezentacja
- Mistrz igrzysk:
  - olimpijskich (1976)[5]
  - panamerykańskich (1975)
- Wicemistrz Olimpiady Machabejskiej (1973)

Inne
- Zaliczony do galerii sław sportu:
  - Tennessee Sports Hall of Fame (1987)
  - National Jewish Sports Hall of Fame (1993)
  - PSAL Wingate Fund Hall of Fame